# Euscelidia bichariensis
Euscelidia bichariensis är en tvåvingeart som beskrevs av Efflatoun 1937. Euscelidia bichariensis ingår i släktet Euscelidia och familjen rovflugor. Inga underarter finns listade i Catalogue of Life.